# Traité d'Elvas
Le Traité d'Elvas (portugais : tratado de Elvas) est un traité de paix entre le Royaume de Portugal et la Couronne de Castille, qui met fin à la Troisième Guerre Fernandine de 1381-1382. Il est signé par le roi Ferdinand Ier de Portugal et le roi Jean Ier de Castille le 10 août 1382 dans la ville d'Elvas après la défaite portugaise. Les termes du traité sont les suivants :
- Le Portugal et la Castille mettent fin à la guerre et rétablissent de bonnes relations de voisinage; le Portugal rompt son alliance avec le Royaume d'Angleterre et rejoint l'alliance franco-castillane dans la Guerre de Cent Ans.
- Le Portugal reconnaît l'antipape d'Avignon Clément VII comme pape légitime et rejoint le camp franco-castillan dans le schisme d'Occident [1],[2].
- Pour renforcer l'alliance, l'infante portugaise Béatrice de Portugal, fille unique du roi Ferdinand Ier et héritière du trône portugais, épouse le prince castillan Ferdinand, fils du roi Jean Ier [1].
- La Castille rend au Portugal les villes d'Almeida et de Miranda do Douro, ainsi que tous les navires capturés et les captifs [1].

Le traité a été négocié par la reine du Portugal Éléonore Teles de Menezes, le Comte d'Ourém Juan de Andeiro , l'Évêque de Lisbonne Martinho de Zamora , l'Évêque de Coimbra Juan Cabeza de Vaca , l'Évêque de Guarda Afonso Correa , l'avocat João das Regras et d'autres . Pedro de Luna (futur antipape Benoît XIII), envoyé de l'antipape d'Avignon Clément VII, sert de médiateur entre les parties portugaise et castillane .
Le traité d'Elvas est un traité de paix séparé conclu dans le dos des alliés anglais du Portugal . Il retire le Portugal de la guerre de Cent Ans pendant un certain temps. Comme le rappelle un chroniqueur, apprenant la trahison des portugais, les chevaliers anglais déposent avec colère leurs casques et les brisent à coups de hache . Le 1er septembre 1382, Edmond de Langley, prend ses navires et quitte Lisbonne avec son armée .
Le 2 avril 1383, le traité est complété et précisé dans le Traité de Salvaterra de Magos, selon lequel Béatrice doit épouser Jean Ier de Castille.